# Johann Gottfried Herder
Johann Gottfried Herder (1744-1803), a partir de 1802 von Herder, fou un filòsof i crític literari alemany els escrits del qual contribuïren a l'aparició del romanticisme alemany. Com a instigador del moviment conegut com a Sturm und Drang ('tempesta i impuls') inspirà molts escriptors, entre els quals, i molt especialment, el jove Johann Wolfgang von Goethe, a qui va conèixer a Estrasburg i que posteriorment es convertiria en la principal figura del classicisme literari alemany. També és important per la seva conceptualització del fet nacional en termes moderns, alhora que universalistes.

## Vida i obra
Herder va néixer el 25 d'agost de 1744 a Mohrungen (Prússia), ara Morąg, a l'actual Polònia. Va estudiar a la Universitat de Königsberg amb el filòsof alemany Immanuel Kant.
Entre les primeres obres crítiques de Herder es troben els Fragments sobre la literatura alemanya moderna (1766-1767), on preconitzava l'emancipació de la literatura alemanya de les influències estrangeres. Els assajos que van seguir —com Sobre l'estil i l'art alemany (1773), escrit en col·laboració amb Goethe— eren un cant a la literatura popular, a la poesia de William Shakespeare i Homer i a desenvolupar la idea concebuda per Herder del Volksgeist (‘caràcter nacional'), expressada en la llengua i la literatura d'una nació.
El caràcter nacional de la literatura espanyola li va interessar molt i va realitzar una versió del Cantar de Mío Cid.
El 1776, amb l'ajut de Goethe, Herder va aconseguir un càrrec governamental a Weimar. Allí va escriure la seva obra més important, els quatre volums de l'estudi Idees per a una filosofia de la història de la humanitat (1784-1791), que intenta demostrar que la naturalesa i la història humana obeeixen les mateixes lleis i que, amb el temps, les forces humanes antagòniques es reconciliaran. Encara que inacabat, aquest tractat encarna la majoria de les idees de Herder i ha quedat com la seva contribució més important a la filosofia.
Destaca també el seu Assaig sobre l'origen de la llengua (1770, publicat el 1772), escrit com a resposta a una pregunta plantejada per l'Acadèmia de les Ciències de Berlín, que finalment va premiar i va publicar l'obra. En aquesta, Herder aborda l'origen de la llengua des d'un punt de vista antropològic: en rebutja la teoria de l'origen diví (Süßmilch). Així, Herder explica el sorgiment del llenguatge com un acte inherent a l'ésser humà com a animal racional i desproveït, per tant, dels instints unívocs propis dels animals, que necessita comunicar-se per a poder sobreviure i autoafirmar-se com a espècie al món.
Al final de la seva vida, Herder trencà amb Goethe i amb el classicisme alemany, i va prendre partit per una poesia de caràcter didàctic, com Cartes sobre el progrés de l'home (1793-1797). També exposà els seus desacords amb la filosofia de Kant en dos llibres que no van ser ben rebuts.
Des del punt de vista estrictament polític, Herder detestava l'absolutisme en general i l'Estat prussià en particular. Expressà suport entusiasta a la Revolució Francesa.
En suma, la filosofia de Herder parteix del racionalisme de la Il·lustració i el matisa amb la valoració del sentiment, en un intent d'harmonització que refusa expressament l'irracionalisme.
Herder morí el 18 de desembre de 1803 a Weimar.
Amb el final del segle xviii la influència de Herder es va anar diluint, però la seva contribució als estudis literaris i al pensament històric alemany és molt important, així com ho és, a Alemanya i universalment, la seva formulació primerenca del nacionalisme, que prendria altres camins amb els ideòlegs de la generació romàntica com Fichte, Arndt i Jahn.

## Pare del nacionalisme
D'altra banda, Herder és considerat el pare del nacionalisme ideològic en ple sentit modern. Per a Herder la nació és un fenomen natural, un organisme viu amb ànima pròpia (concepció de nació pròpia del romanticisme). La llengua expressa l'ànima del poble (Volk). Així, les autèntiques nacions són les comunitats lingüístiques; per tant, hi resta implícit el posterior principi de les nacionalitats: els estats han de basar-se en les nacions lingüístiques realment existents. Herder defensa que la nació és un fet natural, perquè sorgeix de la vida mateixa del poble; alhora, evita tota racialització dels conceptes de llengua, poble o nació. Així mateix, Herder rebutja el xovinisme i defensa que totes les llengües són iguals en dignitat, i que tots els pobles són iguals en drets; per exemple, defensà expressament els drets dels lituans i dels pobles eslaus, començant pels sotmesos a estats alemanys, ben lluny de l'imperialisme supremacista que acabaria predominant en el nacionalisme alemany. Per a Herder, un cop tots els pobles s'haguessin alliberat nacionalment i gaudissin de la totalitat de drets desapareixerien les guerres, per extinció dels motius imperialistes que les provoquen. També propugnà l'emancipació dels jueus; refusà el racisme i defensà explícitament els negres, actitud excepcional a l'època, tot insistint que "malgrat la diversitat de la forma humana, no hi ha sinó una sola i la mateixa espècie d'home pertot de la Terra"; "La raça humana és una; treballem i patim, sembrem i collim els uns pels altres". Així mateix, previngué contra els possibles excessos d'entusiasme nacionalista.